# آنا ماريا بينيت
آنا ماريا بينيت (بالإنجليزية: Anna Maria Bennett)‏ (1760 في المملكة المتحدة - 12 فبراير 1808، برايتون في المملكة المتحدة)؛ كاتِبة وروائية ويلزية-بريطانية.